# Paróquia Cristo Rei (Ipatinga)
A Paróquia Cristo Rei é uma divisão da Igreja Católica sediada no município brasileiro de Ipatinga, no interior do estado de Minas Gerais. A paróquia faz parte da Diocese de Itabira-Fabriciano, estando situada na Região Pastoral III. Sua sede é representada pela Igreja Cristo Rei, localizada na Avenida 28 de Abril, no Centro de Ipatinga.

## História e descrição
Foi criada em 11 de fevereiro de 1963, desmembrada da Paróquia Nossa Senhora da Esperança, que por sua vez foi a primeira paróquia com sede em Ipatinga. A emancipação era uma demanda dos religiosos devido à distância da sede da outra paróquia no Horto até a comunidade no Centro de Ipatinga.
O primeiro pároco foi o padre João de Oliveira, empossado em 31 de março de 1963. Ele trabalhou com os padres José Maria de Man (conhecido como Padre de Man) e Geraldo Barreto Trindade. Da Paróquia Cristo Rei foram emancipadas as paróquias Nossa Senhora Aparecida, Cristo Libertador e Sagrada Família, das quais posteriormente também se originaram novas paróquias.

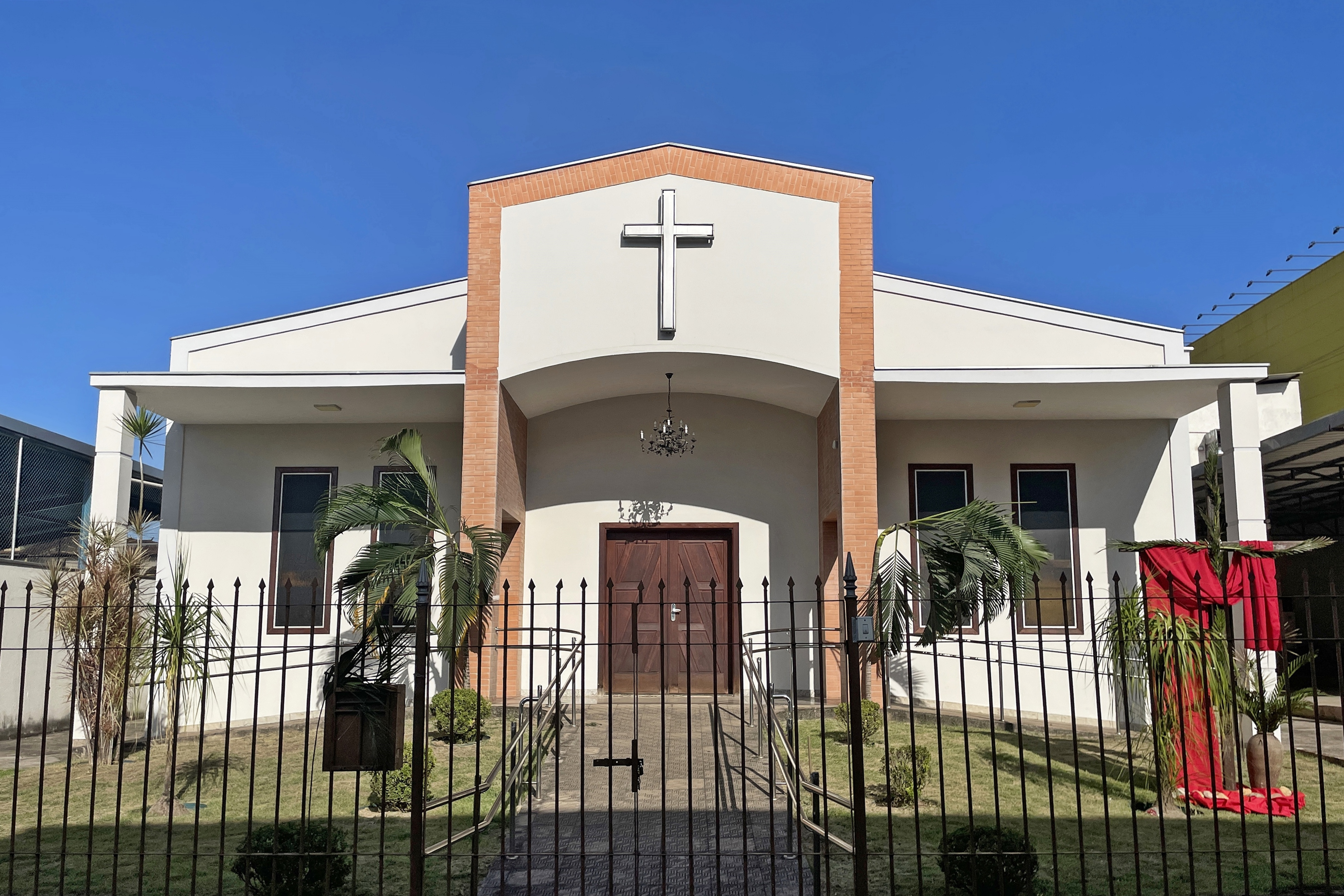
Igreja Senhor dos Passos do Novo Cruzeiro, uma comunidade da paróquia.
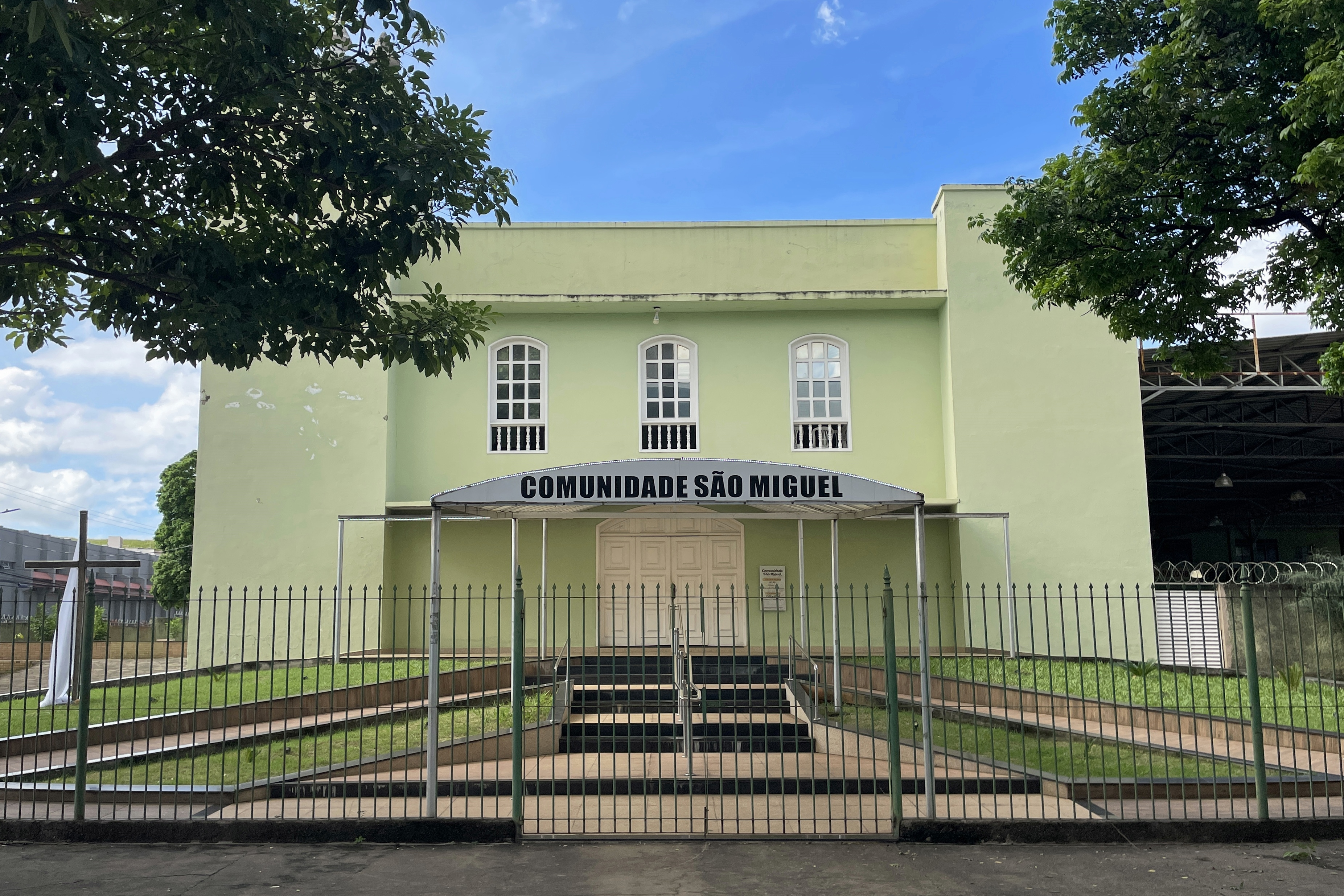
Igreja São Miguel do Veneza